# 彭謙 (永樂甲辰進士)
彭謙（？年—？年），江西吉安府廬陵縣人，永樂十二年甲午科舉人，景泰中任四川順慶府知府。